# Atlantis (Earth and Fire)
Atlantis is het derde studioalbum van Earth & Fire (E&F). Het werd opgenomen in de Phonogram Studio in Hilversum onder leiding van muziekproducent Jaap Eggermont. Het album kent de dan voor E&F gebruikelijke opzet: één plaatkant voor een lang nummer dat gerekend kan worden tot de symfonische rock; één plaatkant met kortere nummers, die commerciëler klinken.
Achteraf was de band niet tevreden met het album. Ze vonden dat als ze iets meer tijd was gegund, het album veel beter zou zijn geworden. Gerard Koerts vulde dit aan door te stellen dat de platenmaatschappij hen onder druk had gezet. Sommige critici stelden vast dat Song of the Marching Children nog in de lijsten stond toen dit album uitkwam. E&F hield wel een Toppop-special aan Atlantis over. OOR's Pop-encyclopedie (versies 1979-1982) vond de albums van E&F te pretentieus, maar roemde de singles.
Onderweg naar het volgend album kreeg de band met allerlei strubbelingen te maken; er kwam een machtsstrijd hoe het toch verder moest.

## Musici
- Jerney Kaagman – zang
- Chris Koerts – gitaren, achtergrondzang
- Gerard Koerts – toetsinstrumenten, waaronder mellotron
- Hans Ziech – basgitaar
- Ton van der Kleij – drumstel, percussie

## Muziek
| Nr. | Titel                                              | Duur  |
| --- | -------------------------------------------------- | ----- |
| 1.  | Atlantis (Chris Koerts, Gerard Koerts, Hans Ziech) | 16:22 |

| Nr. | Titel                                                                   | Duur |
| --- | ----------------------------------------------------------------------- | ---- |
| 1.  | Maybe tomorrow, maybe tonight (Chris Koerts, Gerard Koerts, Hans Ziech) | 3:12 |
| 2.  | Interlude (Chris Koerts, Gerard Koerts,)                                | 1:57 |
| 3.  | Fanfare (Chris Koerts, Gerard Koerts, Hans Ziech, Ton van der Kleij)    | 6:03 |
| 4.  | Theme form Atlantis (Chris Koerts, Gerard Koerts)                       | 1:50 |
| 5.  | Love, please close the door (Chris Koerts, Gerard Koerts, Hans Ziech)   | 4:11 |

Het nummer Atlantis is een suite die verhaalt over de ondergang van Atlantis. Het is opgebouwd uit zeven deeltjes: 1: Prelude, 2: Prologue (don't know), 3: Rise and fall (under a cloudy sky), 4: Theme of Atlantis, 5: The threat (suddenly), 6: Destructions (rumbling from the inside), 7: Epilogue (don’t know). Het hoofdthema komt nog even terug op de tweede plaatkant.

## Albumnotering
In de Album top 10 stond Atlantis slechts vijf weken genoteerd met als hoogste notering plaats 4. Er was hevige concurrentie. In de week van 28 april 1975 zag de albumlijst er als volgt uit: 1: Alice Cooper, Billion Dollar Babies; 2: Pink Floyd, The Dark Side of the Moon; 3: Led Zeppelin, Houses of the Holy, 4: E&F; 5:The Osmonds, Greatest Hits; 6: Thijs van Leer, Introspection, 7: The Byrds, Byrds, 8: The Byrds, Sweetheart of the Rodeo, Procol Harum, Grand Hotel, 10: Elton John, Don’t shoot me I’m only the piano player. The Dark Side of the Moon zou wereldwijd een van de langst genoteerde albums in die tijd worden.